# Храм Василия Исповедника у Рогожской заставы
Храм Василия Исповедника у Рогожской заставы — приходской православный храм в Таганском районе Москвы. Входит в состав Покровского благочиния Московской епархии Русской православной церкви. Престол храма освящён в честь Василия Исповедника.

## История
Трёхпрестольный храм, с трёхъярусной шатровой колокольней начали строить в 1895 году на средства Василия Бахрушина по проекту архитектора Алексея Попова (Попова 2-го). Храм освящён в 1897 году. Строительство храма обошлось в более чем 150 000 рублей. В 1903 году роспись и отделку храма осуществил архитектор Фёдор Горностаев. В 1906 году храм расписал художник П. Ф. Соколов на средства, собранные среди прихожан храма.
Храм закрыт и осквернён в 1935 году: снесли купола и кресты, колокольня разобрана до первого яруса, здание надстроено, внутреннее пространство разбито на три этажа. Внутри размещался архив Института истории партии Московского городского комитета КПСС. В 1967 году со здания сбили весь сохранившийся до того времени внешний декор. В 1990 году здание перестроено под офис банка. Здание возвращено Русской православной церкви в 1998 году.
В 2013—2014 годах начата реконструкция и восстановление храма.

## Престолы
Главный престол: Василия Исповедника
Правый придел: Апостолов Петра и Павла
Левый придел: Мученика Александра